# Поліція Болгарії
Головне управління Національної поліції (болг. Главна дирекция „Национална полиция“), раніше Національна служба поліції (болг. Национална служба „Полиция“) — загальнодержавна спеціалізована структура при Міністерстві внутрішніх справ Болгарії для здійснення оперативно-розшукової, профілактичної, інформаційно-аналітичної та організаційної діяльності у сфері запобігання, припинення, розкриття та розслідування злочинів, за винятком пов'язаних з організованою злочинністю. Має 6 відділів, одне управління та структурні підрозділи прямого підпорядкування.
За даними Євростату, станом на 2022 рік Болгарія займає 4-те місце в Європі за кількістю правоохоронців на 100 тисяч населення. Згідно з даними Інституту ринкової економіки,  Болгарія виділяє на поліцію найбільшу серед країн Європейського Союзу частку свого валового внутрішнього продукту.

## Історія

### Управління поліції та державної безпеки (1925—1944)
З ухваленням Закону про врядування і поліцію у 1925 році засновано Управління поліції та державної безпеки.
До його обов'язків входили правоохоронна діяльність і піклування про безпеку держави. Відомство діяло до 1944 року.

### Міліція (1944—1989)
Декретом № 1 Ради міністрів Болгарії від 10 вересня 1944 року (вже за день після комуністичного перевороту) створено народну міліцію (болг. народна милиция).
Управління народної міліції структурували у два відділи: державної безпеки та народної міліції.
1 квітня 1947 року створено Головне управління народної міліції, до складу якого увійшли Управління державної безпеки та Управління народної міліції.
Міліція функціонувала як основна правоохоронна сила, але також діяла як розвідувальний орган і шпигувала як за своїми, так і за іноземними громадянами, таємно збираючи відомості для комуністичної партії.
З демократичними змінами 1991 року народну міліцію замінила національна поліція.

### Головне управління національної поліції (від 1991)
З поваленням комуністичного режиму в 1991 році створено Управління національної поліції, а пізніше, в 1993 році, ухвалено новий закон про національну поліцію.
2008 року національна поліція налічувала 47 тис. співробітників і 5 тис. адміністративних працівників. 2022 року у відомстві проходили службу загалом 53 114 співробітників і ~4000 цивільних працівників.
Починаючи з 9 лютого 2006 року, до Національної поліції входить жандармерія.